# Видеографија Деми Ловато
Амерички певач и глумац Деми Ловато објављује два видео-албума и наступа се у разним музичким спотовима, филмовима и телевизијским серијама. Од свог деби албума Don't Forget, објављује музичке спотове за „Don't Forget”, као и „Get Back” и „La La Land”. Ловато објављује свој други албум Here We Go Again 2009. године, продуцирајући музичке спотове за истоимени сингл и „Remember December”. Свој трећи студијски албум Unbroken (2011) објављује уз музичке спотове за „Skyscraper”, који је освојио најбољи видео са поруком на MTV Video Music Awards-у 2012, и „Give Your Heart a Break”. Затим објављује свој четврти албум Demi (2013), који је био пропраћен музичким спотовима за „Heart Attack”, који је номинован за најбољи видео женског извођача на MTV Video Music Awards-у 2013, „Made in the USA”, „Neon Lights” и „”.
Након што потписује уговор са кућом Island Records, Ловато објављује свој пети студијски албум Confident (2015), поред три музичка спота за песме „Cool for the Summer”, „Confident” и „Stone Cold”. Шести студијски албум, Tell Me You Love Me, објављује 2017. године. Албум чине музички спотови за „Sorry Not Sorry”, који је номинован за најбољи поп видео на MTV Video Music Awards-у 2018, и „Tell Me You Love Me”.
Своју прву глумачку улогу остварује у серији Барни и пријатељи од 2002. до 2004. године. Касније глуми као Шарлот Адамс током прве сезоне серије Као што звоно звони. Ловато затим игра Мичи Торес у филмовима Рокенрол камп (2008) и Рокенрол камп 2: Финални џем (2010), као и насловног лика у серији Сани, звезда у успону (2009—2011). Телевизијски рад чини и као члан жирија серије The X Factor (2012—2013), као и споредне улоге у серијама Гли (2013—2014) и Вил и Грејс (2020). На филму игра улоге у филмовима Програм заштите за принцезе (2009), Штрумпфови: Скривено село (2017), Чаробни принц (2018) и Песма Евровизије: Прича ватрене саге (2020). Ловато такође наступа у документарцима Demi Lovato: Stay Strong (2012), Demi Lovato: Simply Complicated (2017) и Demi Lovato: Dancing with the Devil (2021), док такође ради као извршни продуцент последња два документарца као и Beyond Silence (2017).

## Музички спотови
| Спот                                 | Година | Режисер                       |
| ------------------------------------ | ------ | ----------------------------- |
| Get back                             | 2008   | Филип Анделмен                |
| La La Land                           | 2008   | Брендан Малој,Тим Вилер       |
| Lo Que Soy                           | 2009   | Едгар Ромеро                  |
| Don't Forget                         | 2009   | Роберто Халис                 |
| Here We Go Again                     | 2009   | Брендан Малој,Тим Вилер       |
| Gift of a Friend                     | 2009   |                               |
| Remember December                    | 2009   | Тим Вилер                     |
| Make a Wave                          | 2009   |                               |
| Skyscraper                           | 2011   | Марк Пелингтон                |
| Give Your Heart a Break              | 2012   | Џастин Френсис                |
| Heart Attack                         | 2013   | Крис Ејплбум                  |
| Made in the USA                      | 2013   | Деми Ловато,Рајан Палота      |
| "Let It Go                           | 2013   | Деклан Вајтблум               |
| Neon Lights                          | 2013   | Рајан Палота                  |
| Really Don't Care                    | 2014   | Рајан Палота                  |
| Nightingale                          | 2014   | Black Coffee                  |
| Cool for the Summer                  | 2015   | Хана Лукс Дејвис              |
| Confident                            | 2015   | Роберт Родригез               |
| Waitin for You                       | 2015   | Black Coffee                  |
| Stone Cold                           | 2016   | Патрик Еклезајн               |
| Sorry Not Sorry                      | 2017   | Хана Лукс Дејвис              |
| Instruction                          | 2017   | Ози Пулин                     |
| Échame la Culpa                      | 2017   | Карлос Р. Перез               |
| Tell Me You Love Me                  | 2017   | Марк Пелингтон                |
| I Believe                            | 2018   | Хана Лукс Дејвис              |
| Fall In Line                         | 2018   | Лук Гилфорд                   |
| Solo                                 | 2018   | Грејс Чато,Џек Патерсон       |
| I Love Me                            | 2020   | Хана Лукс Дејвис              |
| I’m Ready                            | 2020   | Џора Францис                  |
| OK Not To Be OK                      | 2020   | Хана Лукс Дејвис              |
| OK Not To Be OK (Duke & Jones Remix) | 2020   | Дејвид Ланч                   |
| Commander in Chief                   | 2020   | Director X.                   |
| What Other People Say                | 2021   | Dano Cerny                    |
| Dancing with the Devil               | 2021   | Деми Ловато,Michael D. Ratner |
| Melon Cake                           | 2021   | Хана Лукс Дејвис              |
| Breakdown                            | 2021   | Daniel CZ                     |
| Skin of My Teeth                     | 2022   | Ник Харвуд                    |
| Substance                            | 2022   |                               |

## Видео-албуми
| Назив | Детаљи                                                                                      |
| ----- | ------------------------------------------------------------------------------------------- |
| [ 6 ] | - Датум објављивања: 26. август 2008. - Издавачка кућа: - Дормати: , дигитално преузимање   |
| [ 7 ] | - Датум објављивања: 10. новембар 2009. - Издавачка кућа: - Формати: , дигитално преузимање |

## Филмографија

### Филм
| Филм  | Српски назив                         | Изворни назив | Улога                                   | Напомене                                         | Реф.               |
| ----- | ------------------------------------ | ------------- | --------------------------------------- | ------------------------------------------------ | ------------------ |
| 2008. | Рокенрол камп                        |               | Мичи Торес                              | телевизијски филм                                | [ 8 ]              |
| 2009. |                                      |               | себе                                    | концертни филм                                   | [ тражи се извор ] |
| 2009. | Програм заштите за принцезе          |               | Рози Гонзалес / Розалинда Монтоја Фјоре | телевизијски филм                                | [ 9 ]              |
| 2010. | Рокенрол камп 2: Финални џем         |               | Мичи Торес                              | телевизијски филм                                | [ 10 ]             |
| 2012. |                                      |               | себе                                    | документарац                                     | [ 11 ]             |
| 2017. | Штрумпфови: Скривено село            |               | Штрумпфета                              | гласовна улога                                   | [ 12 ]             |
| 2017. | Н/Д                                  |               | себе                                    | документарац                                     | [ 13 ]             |
| 2017. |                                      |               | себе                                    | документарац, такође извршни продуцент           | [ 14 ]             |
| 2018. | Чаробни принц                        |               | Ленор Квинонез / Лени                   | гласовна улога, такође извршни музички продуцент | [ 15 ]             |
| 2020. | Песма Евровизије: Прича ватрене саге |               | Катијана                                | филм -а                                          | [ 16 ]             |

### Телевизија
| Година     | Српски назив                         | Изворни назив                    | Улога                    | Напомене                                                       | Реф.   |
| ---------- | ------------------------------------ | -------------------------------- | ------------------------ | -------------------------------------------------------------- | ------ |
| 2002—2004. | Барни и пријатељи                    |                                  | Анџела                   | главна улога (7—8. сезона)                                     | [ 17 ] |
| 2006.      | Бекство из затвора                   |                                  | Данијела Кертин          | епизода: „Први који је пао”                                    | [ 18 ] |
| 2007—2008. | Као што звоно звони                  |                                  | Шарлот Адамс             | главна улога (1. сезона)                                       | [ 19 ] |
| 2007.      | Просто Џордан                        |                                  | Никол                    | епизода: „Клизаво када је мокро”                               | [ 20 ] |
| 2008.      | Н/Д                                  |                                  | себе                     | епизода: „Други шоу”                                           | [ 21 ] |
| 2009—2011. | Сани, звезда у успону                |                                  | Сани Манро               | главна улога                                                   | [ 22 ] |
| 2009.      | Мој Рокенрол камп                    |                                  | себе / музички гост      | епизода: „Шоу резултата”                                       | [ 23 ] |
| 2010.      | Увод у анатомију                     |                                  | Хејли Меј                | епизода: „Сјајни срећни људи”                                  | [ 24 ] |
| 2010.      | Следећи топ-модел Америке            |                                  | себе                     | епизода: „Дајана фон Фирстенберг”                              | [ 25 ] |
| 2010—2011. | Доме, слатки доме                    | „Extreme Makeover: Home Edition” | себе                     | епизоде: „Породица Вилијамс” и „Породица Макфил”               | [ 26 ] |
| 2012.      | Н/Д                                  |                                  | себе                     | епизода: „Деми Ловато и ”                                      | [ 27 ] |
| 2012—2013. |                                      |                                  | жири / ментор            | 2—3. сезона                                                    | [ 28 ] |
| 2013—2014. | Хли                                  |                                  | Дени                     | споредна улога (5. сезона); 4 епизоде                          | [ 29 ] |
| 2015.      | Уживо суботом увече                  | Saturday Night Live              | себе / музички гост      | епизода: „Трејси Морган/Деми Ловато”                           | [ 30 ] |
| 2015.      | Н/Д                                  |                                  | водитељ                  | телевизијски специјал (10. издање)                             | [ 31 ] |
| 2015.      | Руполова дрег трка                   |                                  | себе / гостујући жири    | епизода: „Божанско надахнуће”                                  | [ 32 ] |
| 2015.      | Од сумрака до свитања: Серија        |                                  | Маја                     | гостујућа улога; 2. епизоде                                    | [ 33 ] |
| 2017.      |                                      |                                  | себе / музички гост      | епизода: „Уживо финални резултати”                             | [ 34 ] |
| 2017.      | Пројекат модна писта                 |                                  | себе                     | епизода: „Одећа за спавање?”                                   | [ 35 ] |
| 2018.      | Др Фил                               |                                  | себе                     | епизода: „Деми Ловато: Изблиза и лично”                        | [ 36 ] |
| 2020.      | Вил и Грејс                          |                                  | Џени                     | споредна улога (11. сезона)                                    | [ 37 ] |
| 2020.      | Шоу Елен Деџенерес                   |                                  | себе / гостујући водитељ | 6. март 2020; уместо Елен Деџенерес                            | [ 38 ] |
| 2020.      | Н/Д                                  |                                  | себе                     | концертни специјал                                             | [ 39 ] |
| 2020.      | Н/Д                                  |                                  | себе                     | телевизијски специјал                                          | [ 40 ] |
| 2020.      | Н/Д                                  |                                  | себе                     | епизода: „Познати гости: Деми Ловато и Ронда Раузи”            | [ 41 ] |
| 2020.      | 46. додела Награда по избору публике |                                  | себе / водитељ           | додела награда                                                 | [ 42 ] |
| 2021.      | Н/Д                                  |                                  | себе / извођач           | Television special for the Inauguration of President Joe Biden | [ 43 ] |
| 2021.      | Н/Д                                  |                                  | себе / гостујући жири    | епизода: „Кућа од леда”                                        | [ 44 ] |
| 2021.      | Шоу Деми Ловато                      |                                  | себе                     | водитељ                                                        | [ 45 ] |
| 2021.      | Кувајмо с Парис                      |                                  | себе                     | епизода: „Италијанска ноћ”                                     | [ 46 ] |
| 2021.      | Н/Д                                  |                                  | себе                     | водитељ                                                        | [ 47 ] |
| Н/Д        | Н/Д                                  |                                  | Теди                     | главна улога, такође извршни продуцент                         | [ 48 ] |

### Веб
| Година | Српски назив | Изворни назив | Улога | Напомене      | Реф.   |
| ------ | ------------ | ------------- | ----- | ------------- | ------ |
| 2009.  | Н/Д          |               | себе  | 3 епизоде     | [ 49 ] |
| 2020.  | Н/Д          |               | себе  | специјал      | [ 50 ] |
| 2020.  | Н/Д          |               | себе  | специјал -а   | [ 51 ] |
| 2020.  | Н/Д          |               | себе  | специјал -а   | [ 52 ] |
| 2021.  |              |               | себе  | докусерија -а | [ 53 ] |

### Продуцент
| Година | Српски назив  | Изворни назив | Улога                     | Реф.                 |
| ------ | ------------- | ------------- | ------------------------- | -------------------- |
| 2017.  |               |               | извршни продуцент         | [ 54 ] [ 55 ] [ 14 ] |
| 2017.  | Н/Д           |               | извршни продуцент         | [ 56 ]               |
| 2018.  | Чаробни принц |               | извршни музички продуцент | [ 15 ]               |
| 2021.  |               |               | извршни продуцент         | [ 53 ]               |
| Н/Д    | Н/Д           |               | извршни продуцент         | [ 48 ]               |